# Kadan
Kadan je bil sin Ögedeja, drugega velikega kana Mongolskega cesarstva in Dinastije Juan, in ene od njegovih priležnic, * ni znano, † 1260.
Bil je Džingiskanov vnuk in brat Güjük kana. Med mongolsko invazijo v Evropo so Kadan,  Čagatajev sin Baidar in Orda kan, najstarejši Batu kanov sin in kan Bele horde, z delom mongolske vojske napadli Poljsko,  drug del vojske pa je napadel Ogrsko kraljestvo.

## Življenje
Na začetku leta 1241 je Kadanova vojska oplenila poljska mesta Lublin, Zavihost in Sandomierz in nato napadla Masovijo, Bajdar je medtem požgal evakuirano poljsko prestolnico Krakov in zatem Bitom, Orda kan pa je napadel jugozahodno mejo Litve. Vsi trije skupaj so nato napadli šlezijsko prestolnico Breslau. Bajdar je že začel oblegati mesto, vendar oblegamje prekinil in se s Kadanom in Ordo odpravil na sever v Legnico, da bi še pred prihodom češkega kralja Venčeslava I. porazili šlezijskega vojvodo Henrika II. Pobožnega. Kadanova vojska je mimogrede porazila Konrada I. Mazovskega in se nato v Legnici združila z Bajdarjevo in Ordovo. Sledila je bitka pri Legnici 9. aprila 1241,  v kateri je bila krščanska vojska popolnoma uničena.
Mongoli so imeli večje izgube kot so pričakovali, zato Kadan ni bil naklonjen neposrednemu napadu na Venčeslavovo vojsko. Kadan in Bajdar sta se s Čehi spopadala v manjših bitkah in uspela preprečiti, da bi češki kralj prišel na pomoč ogrskemu kralju Béli IV. Po opustošenju Moravske so mongolske diverzantske sile odšle na Ogrsko.
Pozimi 1241/1242 je Kadan na poti v Győr opustošil Budim. Med obleganjem  italijanskih najemnikov, ki so branili Székesfehérvár, je bil Kadan zaradi poplav v okolici mesta po spomladanski odjugi prisiljen umakniti svoje čete. S tumanom vojakov je odšel na jug na Hrvaško zasledovat ogrskega kralja.  Bélo je najprej iskal v Zagrebu in ga oblegal, vendar je kralj pred tem pobegnil v Dalmacijo. Medtem, ko se je kralj skrival v   Trogirju, so Mongoli marca 1242 pod trdnjavo Klis doživeli svoj prvi evropski vojaški neuspeh. Ko so mongolski vojski začele pohajati zaloge, je Kadan ukazal usmrtiti vse ogrske ujetnike. Na  Bélovo presenečenje se Kadan zaradi pomanjkanja ni umaknil, ampak je začel prodirati na jug proti Dubrovniku. Ko se je bližal Skutariju (Skadar) je izvedel za smrt svojega očeta Ögedej kana in se z vojsko preko Srbije in Bolgarije umaknil v domovino. Mongolsko pustošenje po Evropi je verjetno spodbudilo mladega  bolgarski carja Kolomana I., da je sprejel Batu kana za svojega gospoda in pristal na plačevanje letnega davka.
Leta 1251 je Kadan sprejel izvolitev Möngke kana za kagana. Po Renéju Groussetu mu je verjetno prav on pomagal ujeti glavnega Gujuk kanovega generala Eldžigideja. Kadan je bil lojalen Kublajkanu in v toluidski državljanski vojni podprl njegovo vojsko proti Arikbeku. Sodeloval v je prvem spopadu  z Arikbekom in ubil njegovega generala Alandarja. 
Kadanovo ime se v številnih srednjeveških kronikah napačno prevaja  v Kajdu, kar je pri prepoznavanju udeležencev mongolske invazije v Evropo povzročilo veliko zmede. Pogosto so ga zamenjavali tudi z bratom Kodenom, ki je bil dejaven v Tibetu.